# Los Córdobas
Los Córdobas is een gemeente in het Colombiaanse departement Córdoba. De gemeente telt 18.197 inwoners (2005).
- Bibliothèque nationale de France: cb120660213 (data)
- Library of Congress Control Number: n79075045
- Nationale Bibliotheek van Israël: 987007564338405171
- Système universitaire de documentation: 028925394
- Virtual International Authority File: 125478301
- WorldCat: E39PBJppCwjfFm9TJKBpRqDjG3

Ayapel
· Buenavista
· Canalete
· Cereté
· Chimá
· Chinú
· Ciénaga de Oro
· Cotorra
· La Apartada
· Los Córdobas
· Momil
· Moñitos
· Montelíbano
· Montería
· Planeta Rica
· Pueblo Nuevo
· Puerto Escondido
· Puerto Libertador
· Purísima
· Sahagún
· San Andrés de Sotavento
· San Antero
· San Bernardo del Viento
· San Carlos
· San José de Uré
· San Pelayo
· Santa Cruz de Lorica
· Tierralta
· Tuchín
· Valencia